# Beta Canum Venaticorum
Beta Canum Venaticorum (β CVn, β Canum Venaticorum), Chara și Asterion pe numele sale tradiționale, este o stea de secvență principală de tipul G din constelația Câinilor de Vânătoare. Având o magnitudine vizuală de 4,26  , steaua este a doua cea mai luminoasă din această constelație fadă. Bazat pe paralaxa de 118,49 marcsec , se pare că această stea se află la o distanță de 27,53 ani lumină (8,44 parseci) de Pământ. 
Împreună cu steaua mai luminoasă Cor Caroli, perechea de stele formează „câinele sudului”, ce reprezintă de fapt un câine de vânătoare (de unde numele constelației din care fac parte stelele). Denumirea de Chara a fost folosită pentru a desemna constelația, dar ulterior denumirea a revenit stelei Beta Canum Venaticorum. Chara (χαρά) înseamnă bucurie în greacă. 
În chineză, 常陳 (Cháng Chén), însemnând Gărzi Imperiale, reprezintă un asterism care consistă în stelele β Canum Venaticorum, α Canum Venaticorum, 10 Canum Venaticorum, 6 Canum Venaticorum, 2 Canum Venaticorum și 67 Ursae Majoris. Consecvent, β Canum Venaticorum este cunoscută și ca 常陳四 (Cháng Chén sì, română:cea de-a patra stea a Gărzilor Imperiale). 